# Henry Bischoff
Pour les articles homonymes, voir Bischoff.
Ne doit pas être confondu avec Henri Bischoff.
Henry Bischoff, né à Lausanne le 16 juin 1882 où il est mort le 7 juillet 1951, est un peintre, illustrateur et graveur suisse.

Affiche de Henry Bischoff pour un marchand de vin (1919)

## Biographie
Fils du peintre Théophile Bischoff (1847-1935), il est élève de son père puis de l'École des arts industriels de Genève. Il séjourne quelque temps à Munich puis à Paris où il travaille avec Maurice Denis, Paul Sérusier et Félix Vallotton et expose dès 1909 au Salon d'automne, avant de s'installer à Lausanne.
Il participe aussi à la création de deux pièces de Fernand Chavannes sur des mises en scène de Georges Pitoëff en concevant les décors et les costumes de Halte au village (12 mars 1918) et les costumes de Bourg-Saint-Maurice (27 octobre 1920). On lui doit encore des figurines et des décors de pièces pour marionnettes de René Morax telles La Machine volante (1925) ou Le Baladin de satin cramoisi et Badourah, princesse de Chine (1926). Il participe au voyage en Auvergne, avec C. F. Ramuz et Paul Budry.
Ses peintures et ses bois gravés représentent souvent des motifs scéniques comme la danse, les masques, la pantomime et la commedia dell’arte.
Bischoff illustre aussi les éditions théâtrales de nombreuses pièces de René Morax ainsi que Le Neveu de Rameau de Diderot (Bâle, 1920) et Le Songe d’une nuit d’été de Shakespeare dans une traduction de René-Louis Piachaud (Lausanne, 1944).

## Œuvre
- Le planteur, bois gravé (illustration dans l'ouvrage de Édouard-Joseph, Dictionnaire biographique des artistes contemporains, tome 1, A-E, Art & Édition, 1930, p. 141.